# 西澤保彦
西澤 保彦（にしざわ やすひこ、1960年12月25日 -）は、日本の小説家・推理作家・SF作家。高知県安芸市生まれ。高知県高知市在住。高知県立安芸高等学校、米国私立エカード大学創作法専修卒業。

## 経歴・作風
大学卒業後帰国し、高知大学経済学部教務助手や土佐女子高等学校講師などを勤めるかたわら小説を執筆。江戸川乱歩賞や小説現代新人賞などに投稿を続ける。
1990年、「聯殺（れんさつ）」が第1回鮎川哲也賞の最終候補に残る（受賞作が芦辺拓『殺人喜劇の13人』、佳作入賞が二階堂黎人『吸血の家』）。受賞はできなかったが、招待された受賞パーティーの席で島田荘司を紹介され、「いいものがあったら見てあげます」と言われる。その後、鮎川哲也賞には第2回、第3回と応募したが予選を通過することはできなかった。1992年、仕事を辞めて執筆活動に専念する。『解体諸因』の第一稿を島田荘司に送ったところ、それが講談社の編集者宇山日出臣に渡り、1995年に小説家デビュー。
第3作『七回死んだ男』は、時間のループにとらわれ同じ一日を9回繰り返してしまうという特異体質の持ち主である少年が祖父の死を食い止めようとする推理小説で、SF設定で本格推理作品が成立することを示した。この作品は、ビル・マーレイ主演のアメリカ映画『恋はデジャブ』にインスパイアされたものである。
その後も、複数人で中に入ると玉突き式に人格が入れ替わってしまうという謎の装置の中で起こる連続殺人事件を描いた『人格転移の殺人』、一定量のアルコールを摂取することで瞬間移動を行うことができる主人公の登場する『瞬間移動死体』、触れた生き物のコピーを作ってしまうという謎の壁が登場する『複製症候群』など、SF的設定を導入した世界で論理的に謎を解く＜SF新本格ミステリー＞と呼ばれる作品を発表し、「ヘン本格の雄」、「アチャラカ・パズラー」などと呼ばれる。こうしたある種「反則」的な能力の存在が明示されてはいるが、作中においてその能力の規則性や陥穽があまさず明かされたうえでロジカルに物語が展開する。またロバート・J・ソウヤーなどのようなSFより、ピーター・ディッキンソンなどのロジック主体のミステリとしての側面が強い。
また、いわゆる「新本格」の作家の中でも、他の作家がやや淡泊に思えるほど登場人物の心理に深いこだわりを見せる点が異色とも言える（これは西澤が傾倒している都筑道夫、殊に『退職刑事』シリーズなどの影響によるものと思われる）。
シリーズとして、酒を飲むほど推理が冴え渡ってくるという匠千暁（タック）をはじめ、高瀬千帆（タカチ）、辺見祐輔（ボアン先輩）、羽迫由起子（ウサコ）ら地方大学生4人組（卒業後のエピソードも適宜混在する）を主人公とする＜タック＆タカチ＞シリーズや、「超能力者問題秘密対策委員会」（通称「チョーモンイン」）の捜査員である神麻嗣子（かんおみ つぎこ）（一見中学生風美少女だが年齢不詳）が男性ミステリー作家の保科匡緒（ほしな まさお）、美人警部の能解匡緒（のけ まさお）らとともに超能力を用いておこなわれた犯罪の捜査に挑む＜神麻嗣子の超能力事件簿＞シリーズなどがある。特に後者は西澤の珍名ネーミング(主に姓)が通行人程度の端役まで徹底しており、山田、田中クラスはもちろん、高瀬、辺見程度の名前もまず登場しない。稀に吉川といった名前が出て慣れた読者を戸惑わせるが、意図は不明である。
2014年、腕貫探偵シリーズの実業之日本社文庫版が累計で30万部を発行するヒットになった。
日本推理作家協会、本格ミステリ作家クラブ会員。2001年時点では日本SF作家クラブ会員であったが、2024年8月時点では会員名簿に名前がない。

## 受賞・候補歴
- 1990年 - 「聯殺」で第1回鮎川哲也賞候補。
- 1996年 - 『七回死んだ男』で第49回日本推理作家協会賞（長編部門）候補。
- 2002年 - 『両性具有迷宮』で第2回センス・オブ・ジェンダー賞（国内部門）特別賞受賞[6]。
- 2003年 - 『聯愁殺』で第3回本格ミステリ大賞（小説部門）候補[7]。
- 2014年 - 「恋文」で第67回日本推理作家協会賞（短編部門）候補。
- 2023年 - 「異分子の彼女」で第76回日本推理作家協会賞（短編部門）受賞[8]。

## ミステリ・ランキング
- 週刊文春ミステリーベスト10
  - 1999年 - 『黄金色の祈り』22位
  - 2000年 - 『依存』17位
  - 2017年 - 『悪魔を憐れむ』12位

- このミステリーがすごい!
  - 1997年 - 『人格転移の殺人』10位
  - 2001年 - 『依存』8位
  - 2018年 - 『悪魔を憐れむ』27位

- 本格ミステリ・ベスト10
  - 1997年 - 『人格転移の殺人』8位
  - 2000年 - 『黄金色の祈り』7位、『夢幻巡礼』11位
  - 2001年 - 『依存』7位
  - 2002年 - 『夏の夜会』23位
  - 2003年 - 『聯愁殺』9位
  - 2004年 - 『神のロジック人のマジック』6位
  - 2005年 - 『パズラー 謎と論理のエンタテインメント』17位
  - 2008年 - 『収穫祭』7位
  - 2009年 - 『腕貫探偵、残業中』24位
  - 2010年 - 『身代わり』2位
  - 2011年 - 『幻視時代』23位
  - 2012年 - 『赤い糸の呻き』10位、『彼女はもういない』26位
  - 2016年 - 『さよならは明日の約束』30位
  - 2017年 - 『帰ってきた腕貫探偵』24位
  - 2018年 - 『悪魔を憐れむ』7位

- ミステリが読みたい!
  - 2012年 - 『幻視時代』20位
  - 2018年 - 『悪魔を憐れむ』10位

- 本格ミステリこれがベストだ!
  - 2001年 - 『依存』3位
  - 2004年 - 『神のロジック 人間のマジック』選出

- 東西ミステリーベスト100
  - 2012年 - 『七回死んだ男』国内編70位

## 作品リスト

### 単行本

#### 匠千暁（タック＆タカチ）シリーズ
- 解体諸因（1995年1月 講談社ノベルス / 1997年12月 講談社文庫）
  - 収録作品：解体迅速 / 解体信条 / 解体昇降 / 解体譲渡 / 解体守護 / 解体出途 / 解体肖像 / 解体照応 推理劇『スライド殺人事件』 / 解体順路
- 彼女が死んだ夜（1996年8月 カドカワノベルズ / 2000年5月 角川文庫 / 2008年6月 幻冬舎文庫）
- 麦酒の家の冒険（1996年11月 講談社ノベルス / 2000年6月 講談社文庫）
- 仔羊たちの聖夜（イヴ）（1997年8月 角川書店 / 2001年8月 角川文庫 / 2008年10月 幻冬舎文庫）
- スコッチ・ゲーム（1998年3月 角川書店 / 2002年5月 角川文庫 / 2009年2月 幻冬舎文庫）
- 依存（2000年6月 幻冬舎 / 2001年11月 幻冬舎ノベルス / 2003年10月 幻冬舎文庫）
- 謎亭論処（めいていろんど） 匠千暁の事件簿（2001年3月 祥伝社 ノン・ノベル / 2008年3月 祥伝社文庫）
  - 収録作品：盗まれる答案用紙の問題 / 見知らぬ督促状の問題 / 消えた上履きの問題 / 呼び出された婚約者の問題 / 懲りない無礼者の問題 / 閉じ込められる容疑者の問題 / 印字された不幸の手紙の問題 / 新・麦酒の家の問題
- 黒の貴婦人（2003年11月 幻冬舎 / 2005年10月 幻冬舎文庫）
  - 収録作品：招かれざる死者 / 黒の貴婦人 / スプリット・イメージ または避暑地の出来心 / ジャケットの地図 / 夜空の向こう側
- 身代わり（2009年9月 幻冬舎 / 2012年10月 幻冬舎文庫）
- 悪魔を憐れむ（2016年11月 幻冬舎 / 2019年10月 幻冬舎文庫）
  - 収録作品：無間呪縛 / 悪魔を憐れむ / 意匠の切断 / 死は天秤にかけられて

#### 神麻嗣子の超能力事件簿
- 幻惑密室（1998年1月 講談社ノベルス / 2003年6月 講談社文庫）
- 実況中死（1998年9月 講談社ノベルス / 2003年11月 講談社文庫）
- 念力密室！（1999年1月 講談社ノベルス / 2004年4月 講談社文庫）
  - 収録作品：念力密室 / 死体はベランダに遭難する / 鍵の抜ける道 / 乳児の告発 / 鍵の戻る道 / 念力密室Ｆ
- 夢幻巡礼（1999年9月 講談社ノベルス / 2004年10月 講談社文庫）
- 転・送・密・室（2000年12月 講談社ノベルス / 2005年2月 講談社文庫）
  - 収録作品：現場有在証明 / 転・送・密・室 / 幻視路 / 神余響子的憂鬱 / ＜擬態＞密室 / 神麻嗣子的日常
- 人形幻戯（2002年8月 講談社ノベルス / 2005年8月 講談社文庫）
  - 収録作品：不測の死体 / 墜落する思慕 / おもいでの行方 / 彼女が輪廻を止める理由 / 人形幻戯 / 怨の駆動体
- 生贄を抱く夜（2004年12月 講談社ノベルス / 2007年12月 講談社文庫）
  - 収録作品：一本気心中 / もつれて消える / 殺し合い / 生贄を抱く夜 / 動く刺青 / 共喰い / 情熱と無駄のあいだ
- ソフトタッチ・オペレーション（2006年11月 講談社ノベルス / 2010年1月 講談社文庫）
  - 収録作品：無為侵入 / 闇からの声 / 捕食 / 変奏曲＜白い密室＞ / ソフトタッチ・オペレーション

#### 城田理会警視シリーズ
- 猟死の果て（1998年6月 立風書房 / 2000年12月 ハルキ文庫）
  - 【改題】殺す（2011年10月 幻冬舎文庫）
- 彼女はもういない（2011年10月 幻冬舎）
  - 【改題】狂う（2013年10月 幻冬舎文庫）

#### 森奈津子シリーズ
- なつこ、孤島に囚われ。（2000年10月 祥伝社文庫）
- 両性具有迷宮（2001年12月 双葉社 / 2005年3月 双葉文庫）
  - 【改題】小説家 森奈津子の妖艶なる事件簿 両性具有迷宮（2015年6月 実業之日本社文庫）
- キス（2006年3月 徳間書店 / 2011年5月 徳間文庫）
  - 収録作品：勃って逝け、乙女のもとへ / うらがえし / キス / 舞踏会の夜
- 小説家 森奈津子の華麗なる事件簿（2015年4月 実業之日本社文庫）
  - 『なつこ、孤島に囚われ。』と『キス』の合本

#### 腕貫探偵シリーズ
- 腕貫探偵 市民サーヴィス課出張所事件簿（2005年7月 実業之日本社 / 2007年12月 ジョイ・ノベルス）
  - 【改題】腕貫探偵（2011年12月 実業之日本社文庫）
    - 収録作品：腕貫探偵登場 / 恋より他に死すものなし / 化かし合い、愛し合い / 喪失の扉 / すべてひとりで死ぬ女 / スクランブル・カンパニィ / 明日を覗く窓
- 腕貫探偵、残業中（2008年4月 実業之日本社 / 2012年6月  実業之日本社文庫）
  - 収録作品：体験の後 / 雪のなかの、ひとりとふたり / 夢の通い路 / 青い空が落ちる / 流血ロミオ / 人生、いろいろ。
- 必然という名の偶然（2011年5月 実業之日本社 / 2013年4月 実業之日本社文庫）※同じ櫃洗市を舞台にした番外編
  - 収録作品：エスケープ・ブライダル / 偸盗の家 / 必然という名の偶然 / 突然、嵐の如く / 鍵 / エスケープ・リユニオン
- モラトリアム・シアター produced by 腕貫探偵（2012年10月 実業之日本社文庫）※長編
- 探偵が腕貫を外すとき 腕貫探偵、巡回中（2014年3月 実業之日本社 / 2016年6月 実業之日本社文庫）
  - 収録作品：贖いの顔 / 秘密 / どこまでも停められて / いきちがい / セカンド・プラン（電子書籍版のみ）
- 帰ってきた腕貫探偵（2016年1月 実業之日本社 / 2019年12月 実業之日本社文庫）
  - 収録作品：氷結のメロディ / 毒薬の輪廻 / 指輪もの騙り / 追憶
- 逢魔が刻 腕貫探偵リブート（2019年12月 実業之日本社 / 2022年12月 実業之日本社文庫）
  - 収録作品：ユリエのお見合い顚末記 / 逢魔が刻 / マインド・ファック・キラー / ユリエの本格ミステリ講座
- 異分子の彼女 腕貫探偵オンライン（2023年1月 実業之日本社 / 2025年8月 実業之日本社文庫）
  - 収録作品：異分子の彼女 / 焼けたトタン屋根の上 / そこは彼女が潜む部屋
- 双死相殺　腕貫探偵リバース（2025年9月 実業之日本社）

#### ぬいぐるみ警部シリーズ
- 赤い糸の呻き（2011年8月 東京創元社 / 2014年6月 創元推理文庫）※「お弁当ぐるぐる」以外はノンシリーズ短編
  - 収録作品：お弁当ぐるぐる / 墓標の庭 / カモはネギと鍋のなか / 対の住処 / 赤い糸の呻き
- ぬいぐるみ警部の帰還（2013年6月 東京創元社 / 2015年5月 創元推理文庫）
  - 収録作品：ウサギの寝床 / サイクル・キッズ・リターン / 類似の伝言 / レイディ・イン・ブラック / 誘拐の裏手
- 回想のぬいぐるみ警部（2015年6月 東京創元社 / 2017年3月 創元推理文庫）
  - 収録作品：パンダ、拒んだ。 / 自棄との遭遇 / 誘う女 / あの日、嵐でなければ / 離背という名の家畜

#### エミール＆ユッキーシリーズ
- さよならは明日の約束（2015年3月 光文社 / 2017年11月 光文社文庫）
  - 収録作品：恋文 / 男は関係なさすぎる / パズル韜晦 / さよならは明日の約束
- 夢の迷い路（2019年3月 光文社）
  - 収録作品：ライフ・コズメティック / アリバイのワイン / 埋没のシナリオ / 夢の迷い路

#### その他
- 完全無欠の名探偵（1995年6月 講談社ノベルス / 1998年5月 講談社文庫）
- 七回死んだ男（1995年10月 講談社ノベルス / 1998年10月 講談社文庫 / 2017年9月 講談社文庫【新装版】）
- 殺意の集う夜（1996年3月 講談社ノベルス / 1999年11月 講談社文庫）
- 人格転移の殺人（1996年7月 講談社ノベルス / 2000年2月 講談社文庫）
- 死者は黄泉が得る（1997年1月 講談社ノベルス / 2001年2月 講談社文庫）
- 瞬間移動死体（1997年4月 講談社ノベルス / 2001年8月 講談社文庫 / 2012年9月 講談社文庫【新装版】）
- 複製症候群（1997年7月 講談社ノベルス / 2002年6月 講談社文庫）
- ストレート・チェイサー（1998年4月 光文社 カッパ・ノベルス / 2001年3月 光文社文庫）
- ナイフが町に降ってくる（1998年10月 祥伝社 ノン・ノベル / 2002年3月 祥伝社文庫）
- 黄金（きん）色の祈り（1999年3月 文藝春秋 / 2003年11月 文春文庫 / 2014年5月 中公文庫）
- 夏の夜会（2001年9月 光文社 カッパ・ノベルス / 2005年6月 光文社文庫）
- 異邦人 fusion（2001年10月 集英社 / 2005年1月 集英社文庫）
  - 【改題】あの日の恋をかなえるために僕は過去を旅する（2021年5月 コスミック出版 コスミック文庫）
- 聯愁殺（れんしゅうさつ）（2002年3月 原書房 ミステリー・リーグ / 2010年9月 中公文庫）
- ファンタズム（2002年12月 講談社ノベルス / 2006年11月 講談社文庫）
- リドル・ロマンス 迷宮浪漫（2003年3月 集英社 / 2006年4月 集英社文庫）
  - 収録作品：トランス・ウーマン / イリュージョン・レイディ / マティエリアル・ガール / イマジナリィ・ブライド / アモルファス・ドーター / クロッシング・ミストレス / スーサイダル・シスター / アウト・オブ・ウーマン
- 神のロジック 人間（ひと）のマジック（2003年5月 文藝春秋 / 2006年9月 文春文庫）
  - 【改題】神のロジック 次は誰の番ですか？（2021年6月 コスミック文庫）
- 笑う怪獣 ミステリ劇場（2003年6月 新潮社 / 2007年1月 新潮文庫 / 2014年4月 実業之日本社文庫）
  - 収録作品：怪獣は孤島に笑う /  怪獣は高原を転ぶ / 聖夜の宇宙人 / 通りすがりの改造人間 / 怪獣は密室に踊る / 書店、ときどき怪人 / 女子高生幽霊綺譚
- いつか、ふたりは二匹（2004年4月 講談社 ミステリーランド / 2013年5月 講談社文庫）
- パズラー 謎と論理のエンタテインメント（2004年6月 集英社 / 2007年9月 集英社文庫 / 2021年5月 創元推理文庫）
  - 収録作品：蓮華の花 / 卵が割れた後で / 時計じかけの小鳥 / 贋作「退職刑事」 / チープ・トリック / アリバイ・ジ・アンビバレンス
- 方舟は冬の国へ（2004年8月 光文社カッパ・ノベルス / 2007年9月 光文社文庫 / 2016年8月 双葉文庫）
- フェティッシュ（2005年10月 集英社 / 2008年10月 集英社文庫 / 2022年4月 コスミック文庫）
- 春の魔法のおすそわけ（2006年10月 中央公論社 / 2011年3月 中公文庫）
- 収穫祭（2007年7月 幻冬舎 / 2010年10月 幻冬舎文庫【上・下】）
- 夢は枯れ野をかけめぐる（2008年8月 中央公論社 / 2010年12月 中公文庫）
  - 収録作品：迷いゴミ / 戻る黄昏 / その日、最後に見た顔は / 幸福の外側 / 卒業 / 夢は枯れ野をかけめぐる
- スナッチ（2008年10月 光文社 / 2011年9月 光文社文庫）
- マリオネット・エンジン（2009年2月 講談社ノベルス）
  - 収録作品：シュガー・エンドレス / テイク / 家の中 / 虫とり / 青い奈落 / マリオネット・エンジン
- 動機、そして沈黙（2009年7月 中央公論新社 / 2012年11月 中公文庫）
  - 収録作品：ぼくが彼女にしたこと / 迷い込んだ死神 / 未開封 / 死に損 / 九のつく歳 / 動機、そして沈黙
- こぼれおちる刻の汀（2010年3月 講談社）
- からくりがたり（2010年8月 新潮社 / 2017年10月 幻冬舎文庫）
  - 収録作品：遺品がたり / 桟敷がたり / 玩具がたり / 除夜がたり / 幼児がたり / 不在がたり / 傀儡がたり / 呪詛がたり
- 幻視時代（2010年10月 中央公論新社 / 2014年9月 中公文庫）
- 幻想即興曲 響季姉妹探偵 ショパン篇（2012年2月 中央公論新社 / 2015年2月 中公文庫）
- 下戸は勘定に入れません（2014年5月 中央公論新社 / 2016年8月 中公文庫）
  - 収録作品：あるいは妻の不貞を疑いたい夫の謎 / もしくは尾行してきた転落者の謎 / それでもワインを飲ませた母親の謎 / はたまた魚籠から尻尾が覗く鯛の謎
- 幽霊たち（2018年9月 幻冬舎）
- 沈黙の目撃者（2019年10月 徳間書店 / 2023年1月 徳間文庫）
  - 収録作品：沈黙の目撃者 / まちがえられなかった男 / リアル・ドール / 彼女の眼に触れるまで / ハイ・テンション
- 夢魔の牢獄（2020年8月 講談社 / 2023年4月 講談社文庫）
- 偶然にして最悪の邂逅（2020年12月 東京創元社）
  - 収録作品：ひとを殺さば穴二つ / リブート・ゼロ / ひとり相撲 / 間女の隠れ処 / 偶然にして最悪の邂逅
- スリーピング事故物件（2021年7月 コスミック出版）
- パラレル・フィクショナル（2022年3月 祥伝社 / 2025年3月 祥伝社文庫）
- 走馬灯交差点（2023年3月 ホーム社）
- 彼女は逃げ切れなかった（2024年8月 PHP研究所）
- ファイナル・ウィッシュ ミューステリオンの館 (2024年9月 星海社FICTIONS)

### アンソロジー
「」内が西澤保彦の作品

#### 日本推理作家協会・編
- 推理小説代表作選集 1997年版（1997年6月 講談社）「死ぬ時は意地悪」
  - 【改題】殺ったのは誰だ?! ミステリー傑作選36（1999年11月 講談社文庫）
- 名探偵で行こう（2001年9月 光文社カッパ・ノベルス / 2004年6月 光文社文庫）「招かれざる死者」
- 暗闇を追いかけろ（2004年11月 光文社カッパ・ノベルス / 2008年5月 光文社文庫）「印字された不幸の手紙の問題」
- 名探偵の奇跡（2007年9月 光文社カッパ・ノベルス / 2010年5月 光文社文庫）「変奏曲（白い密室）」
- ザ・ベストミステリーズ 2010 推理小説年鑑（2010年7月 講談社）「九のつく歳」
  - 【改題】Logic 真相への回廊 ミステリー傑作選（2013年4月 講談社文庫）
- 驚愕遊園地 最新ベスト・ミステリー（2013年11月 光文社 / 2016年5月 光文社文庫）「対の住処」
- ザ・ベストミステリーズ 2014 推理小説年鑑（2014年5月 講談社）「恋文」
- 悪意の迷路 最新ベスト・ミステリー（2016年11月 光文社 / 2019年5月 光文社文庫）「パズル韜晦」

#### 本格ミステリ作家クラブ・編
- 本格ミステリ01（2001年7月 講談社ノベルス）「黒の貴婦人」
  - 【分冊・改題】透明な貴婦人の謎（2005年1月 講談社文庫）
- 本格ミステリ02（2002年5月 講談社ノベルス）「通りすがりの改造人間」
  - 【分冊・改題】死神と雷鳴の暗号（2006年1月 講談社文庫）
- 本格ミステリ03（2003年6月 講談社ノベルス）「腕貫探偵」
  - 【改題】論理学園事件帳（2007年1月 講談社文庫）
- ベスト本格ミステリ2016（2016年6月 講談社ノベルス）「まちがえられなかった男」
  - 【抜粋】ベスト本格ミステリTOP5 短編傑作選002（2019年2月 講談社文庫）
- ベスト本格ミステリ2017（2017年6月 講談社ノベルス）「もう誰も使わない」

#### 異形コレクション
- 10 時間怪談（1999年4月 廣済堂文庫）「家の中」
- 14 世紀末サーカス（1999年12月 廣済堂文庫）「青い奈落」
- 42 幻想探偵（2009年2月 光文社文庫）「九のつく歳」

#### その他
- 不条理な殺人（1998年7月 祥伝社文庫）「見知らぬ督促状の問題」
- 新世紀「謎」倶楽部（1998年7月 角川書店 / 2001年8月 角川文庫）「蓮華の花」
- 贋作館事件（1999年8月 原書房）「贋作「退職刑事」」
- 憑き物（2000年4月 アスペクト）「未開封」
- 密室殺人大百科〈下〉時を結ぶ密室（2000年7月 原書房 / 2003年9月 講談社文庫）「チープ・トリック」
- 少年の時間（2001年1月 徳間デュアル文庫）「ぼくが彼女にしたこと」
- 名探偵は、ここにいる（2001年10月 角川スニーカー文庫）「時計じかけの小鳥」
- 大密室（2002年1月 新潮文庫）「怪獣は密室に踊る」
- 殺意の時間割（2002年7月 角川スニーカー文庫）「アリバイ・ジ・アンビバレンス」
- 絶海（2002年10月 祥伝社ノン・ノベル）「なつこ、孤島に囚われ。」
- 赤に捧げる殺意（2005年4月 角川書店 / 2013年2月 角川文庫）「時計じかけの小鳥」
- あなたが名探偵（2005年8月 東京創元社 / 2009年4月 創元推理文庫）「お弁当ぐるぐる」
- 七つの黒い夢（2006年2月 新潮文庫）「桟敷がたり」
- 忍び寄る闇の奇譚 メフィスト道場1（2008年11月 講談社ノベルス）「シュガー・エンドレス」
- QED 鏡家の薬屋探偵（2010年8月 講談社ノベルス）「外嶋一郎主義」
- 0番目の事件簿（2012年11月 講談社）「虫とり」
- 10分間の官能小説集2（2013年5月 講談社文庫）「タイツの秘密」
- 私がデビューしたころ ミステリ作家51人の始まり（2014年6月 東京創元社）「十三年目の再デビュー（のつもりで）」※エッセイアンソロジー
- 自薦 THE どんでん返し（2016年5月 双葉文庫）「アリバイ・ジ・アンビバレンス」
- 超短編！ 大どんでん返し（2021年2月 小学館文庫）「ちゃんと聞いてる？」

### リレー小説
- 堕天使殺人事件（1999年9月 角川書店 / 2002年5月 角川文庫）「第七章 殺戮の聯環」
- 前夜祭（2000年7月 角川書店）「第二章 死体はお気の召すまま」
- ミステリ・オールスターズ（2010年9月 角川書店 / 2012年9月 角川文庫）「かえれないふたり 終章 災厄の結実」

### 単著未収録作品
- 外嶋一郎主義（講談社『メフィスト』2008年5月号）
- タイツの秘密（講談社『小説現代』2011年9月号）
- もう誰も使わない（幻冬舎『小説幻冬』2016年11月号）

## メディア・ミックス

### 舞台劇
- 麦酒の家の冒険（1999年7月29日 - 8月1日初演、2002年9月19日 - 22日再演）
- 彼女が死んだ夜（2000年4月25日 - 30日初演、2004年7月16日 - 19日再演）
- 見知らぬ演芸場の問題（2001年5月3日 - 6日） - 匠千暁シリーズのキャラクターによる劇団オリジナル作品
- クライム・リユニオン 〜犯罪同窓会〜（2001年12月15日 - 16日、2002年2月2日） - 書き下ろし

### 漫画
- 16秒間の密室 タック＆タカチの事件簿（作画：大橋薫、2005年1月 秋田書店）
- 6つの箱の死体 タック＆タカチの事件簿2（作画：大橋薫、2006年4月 秋田書店）
- 腕貫探偵（作画：高橋りか、2014年7月11日 - 、WEBコミック『COMICリュエル』掲載、実業之日本社）

## 海外への翻訳

### 大韓民国
- 일곱 번 죽은 남자 （2013年10月、出版：ブックロード（Bookroad）、ISBN 9791185051130） - 七回死んだ男
- 그녀가 죽은 밤 （2013年11月、出版：ハンスメディア（Hansmedia）、ISBN 9788959755769） - 彼女が死んだ夜
- 신의 로직 인간의 매직 （2014年02月、出版：ハンスメディア（Hansmedia）、ISBN 9788959755974） - 神のロジック　人間のマジック
- 맥주별장의 모험 （2014年05月、出版：ハンスメディア（Hansmedia）、ISBN 9788959757046） - 麦酒の家の冒険
- 어린 양들의 성야 （2014年07月、出版：ハンスメディア（Hansmedia）、ISBN 9788959757220） - 仔羊たちの聖夜